# 天主教庫馬納總教區
天主教庫馬納總教區 （拉丁語：Archidioecesis Cumanensis）是委內瑞拉一個羅馬天主教教省總教區，下轄三個教區。是該國九個總教區之一。
1922年10月12日設教區，屬加拉加斯總教區。1992年5月16日升為總教區。
總教區包括蘇克雷州西部，2006年有教友489,000人（佔轄區總人口95.0%）、廿四個堂區、廿八名司鐸。現任總主教為迪耶戈·拉斐尔·佩德隆·桑切斯。